# Anselm

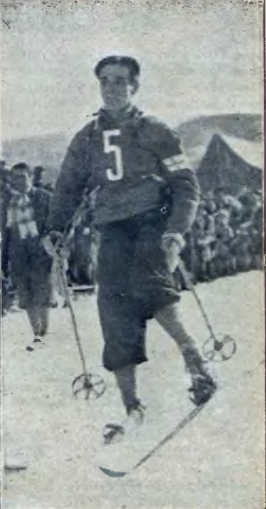
Anselm Knuuttila, 1929.

Mansnamnet Anselm är ett tyskt namn som betyder Guds hjälm. En sidoform är Selmer. En kvinnlig form är Anselma.
Anselm är ett mycket ovanligt namn i Sverige, endast någon enstaka person har fått namnet som tilltalsnamn det senaste decenniet.
Den 31 december 2008 fanns det totalt 382 personer i Sverige med namnet, varav 18 med det som tilltalsnamn.
År 2003 fick 5 pojkar namnet, varav 1 fick det som tilltalsnamn.
Namnsdag: I Sverige 4 februari, (1901–1992: 21 april). I den finlandssvenska namnsdagslängden hade Anselm namnsdag 21 april 1929–1949.

## Personer med namnet Anselm
- Anselm av Canterbury, ärkebiskop av Canterbury
- Anselm av Lucca, italiensk biskop
- Anselmo di Baggio, påve under namnet Alexander II
- Anselm Baker, engelsk munk och konstnär
- Anselm Feuerbach, tysk konstnär
- Anselm Hüttenbrenner, österrikisk tonsättare
- Anselm Kiefer, tysk målare och bildhuggare
- Anselm J. McLaurin, amerikansk politiker och guvernör
- Anselm Knuuttila, finsk längdskidåkare
- Anshelm Schultzberg, svensk konstnär